# 1002
Évszázadok: 10. század – 11. század – 12. század
Évtizedek: 950-es évek – 960-as évek – 970-es évek – 980-as évek – 990-es évek – 1000-es évek – 1010-es évek – 1020-as évek – 1030-as évek – 1040-es évek – 1050-es évek
Évek: 997 – 998 – 999 – 1000 –  1001 – 1002 – 1003 – 1004 – 1005 – 1006 – 1007

## Események
- február 15. – Arduin iveriai őrgróf (II. Berengár fia) Paviában Itália királyává koronáztatja magát (1004-ben királysága széthullik).
- május – III. Boleszláv cseh fejedelem trónfosztása
- június 7. – II. (Szent) Henrik trónralépese német királyként (1004-ben Itália királya, 1014-ben császár, 1024-ig uralkodik).
- november 13. – II. Ethelred angol király megparancsolja, hogy minden dánt öljenek meg Angliában.
- Brian Boru lesz Írország uralkodója.
- Kitör a háború II. Baszileiosz bizánci császár és Sámuel bolgár cár között.
- Ottó Vilmos burgundi herceg (Nagy Henrik mostohafia) trónra lépése (1004-ben vagy 1005-ben lemond).

## Születések
- június 21. – IX. Leó pápa († 1054).

## Halálozások
- január 23. – III. Ottó német-római császár (* 980).
- október 15. – Nagy Henrik burgundi herceg (* 946).